# Sauensiek
Sauensiek település Németországban, azon belül Alsó-Szászország tartományban. Lakosainak száma 2598 fő (2023. december 31.). Sauensiek Beckdorf és Apensen községekkel határos.

## Népesség
A település népességének változása:
| Lakosok száma | 2404 | 2468 | 2449 | 2564 | 2576 | 2598 |
|               | 2016 | 2017 | 2019 | 2021 | 2022 | 2023 |